# Istočnopalaunški jezici
Istočnopalaunški jezici (Ovi jezici su se u Ethnologueovom 14.-tom i 15.-tom izdanju nazivali zapadnopalaunškim a privatni kod bio je wpal, ogranak palaunških jezika iz Kine, Laosa, Burme i Tajlanda. Obuhvaća (15) jezika unutar 3 uže skupine,
a. Angkujski (8): hu, kiorr, kon keu, man met, mok, samtao, tai loi, u (zove se i puman),
b. Lametski (2)  Laos: con, lamet.
c. Wa (6):
c1. Bulang jezici (1) Kina: blang.
c2. Lawa jezici (2) Kina, Tajland: mae hong son (zapadni) i bo luang lawa (istočni),
c3. Wa (2) Burma: parauk, vo wa.

## Vanjske poveznice
- Ethnologue (14th)
- Ethnologue (15th)